# Aeroportul Khoy
Aeroportul Khoy (IATA: KHY, ICAO: OITK) este un aeroport din Khoy, Central District⁠(d), Khoy County⁠(d), Provincia Azerbaidjanul de Vest, Iran ce deservește zona Khoy. A fost deschis în 1994.
Situat la o altitudine de 1.213 m, aeroportul dispune de o singură pistă.